# Tekstilsjtsjiki (station MTsD)
Tekstilsjtsjiki (Russisch: Текстильщики) is een station aan de spoorlijn Moskou-Koersk dat in 1894 werd geopend. 

## Geschiedenis
Het voorstadsstation werd geopend als Tsesmenskaja en werd ten tijde van de Sovjet-Unie in 1925, net als de omliggende buurt, genoemd naar de textielarbeiders. Het station had een hoofdingang aan de  Ljoeblinskajastraat en een achteringang aan de Sjossejnajastraat die via een voetgangersbrug met het station verbonden was. Deze brug werd in september 2000 gesloopt toen er OV-poortjes op het station kwamen. 
In 1966 kwam haaks op de spoorlijn aan de overkant van de straat aan de oostkant het  gelijknamige metrostation van metrolijn 7. In 2017 werd het sluitstuk van de Grote Ringlijn aanbesteed dat onder meer een metrostation  ten westen van het voorstadsstation kreeg dat op 1 maart 2023 werd geopend. Daarnaast werd in 2017 ook besloten tot het vormen van een stadsgewestelijk net (MCD) met vijf lijnen. Tekstilsjtsjiki kwam aan lijn D2 die op 21 november 2019 werd geopend, waarmee ook de rechtstreekse diensten van en naar de Smolenskspoorweg gestaakt werden. Daarvoor in de plaats kwamen rechtstreekse diensten van en naar de Rigaspoorweg in de vorm van lijn D2. De treindiensten vanaf Koerskaja naar het zuiden bleven bestaan. 

## Inrichting en reizigersverkeer
Het station heeft een zijperron langs het stationsgebouw aan de oostkant en een eilandperron langs het reizigersspoor naar het zuiden. De westkant van dat perron wordt niet gebruikt voor reizigersverkeer, wel liggen daar de sporen 15 en 16 die de kleine ringspoorlijn van Moskou verbinden met het rangeerterrein van Ljoeblino. Aan het noordeinde van de perrons zijn trappen naar een voetgangerstunnel onder de sporen door tussen de Sjossejnajastraat en de westelijke hal van het metrostation van lijn 7. De oostelijke trap mag alleen gebruikt worden voor het verlaten van het perron, terwijl de toegang daarvan via het stationsgebouw loopt. De westelijke hal van het metrostation heeft zelf toegangen aan de Ljoeblinskajastraat, de Volgogradskilaan en de Kolomnikovastraat, die dus vanuit de voetgangerstunnel via de hal bereikt kunnen worden.    
De verste punten die sinds augustus 2019 rechtstreeks met Tekstilsjtsjiki zijn verbonden zijn Sjachovskaja in het noorden en Toela-1 in het zuiden. De reizigersdienst wordt onderhouden met elektrische treinen, die 15 minuten nodig hebben voor de rit van/naar Koerskaja

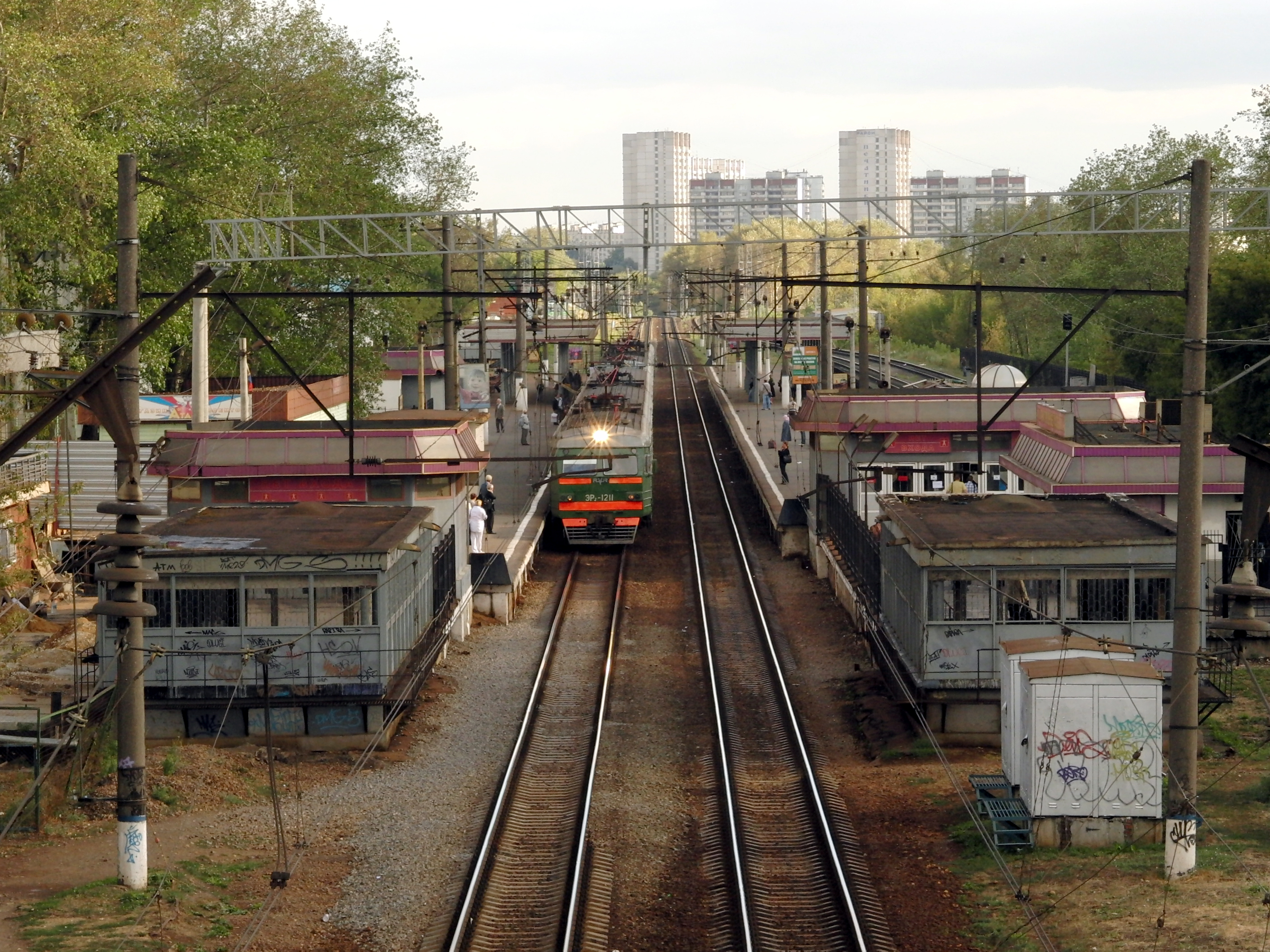
Het station gezien uit het noorden